# Mater Matuta etrusca

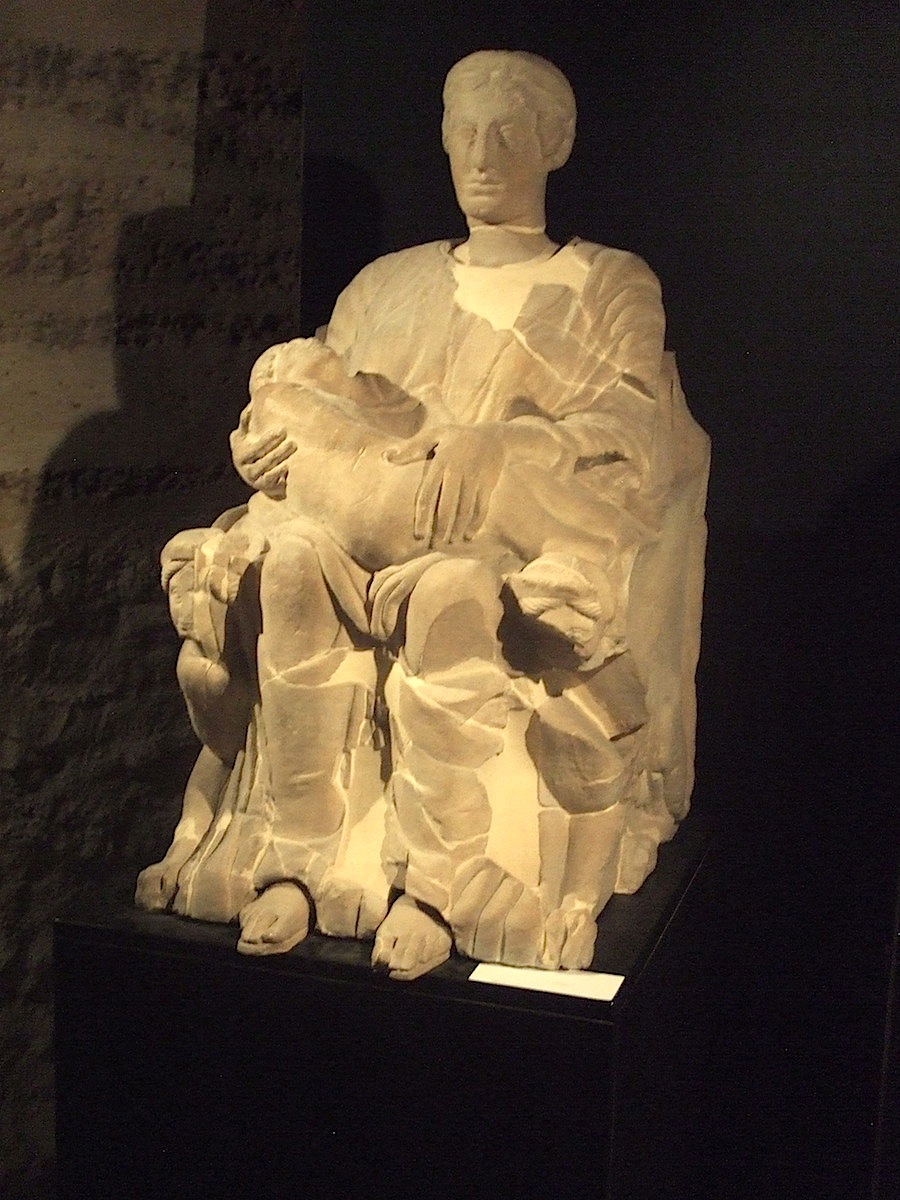
La Mater Matuta etrusca

La Mater Matuta Etrusca è una statua etrusca rinvenuta a Chianciano Terme in provincia di Siena, (Italia).

## Storia
Questa statua funeraria contenente ceneri venne scoperta nel 1846 da Luigi Dei nel luogo chiamato La Pedata, un chilometro a sud del paese di Chianciano Terme.
Scolpita in un blocco di pietra fetida, questa figurazione scolpita di Mater Matuta (dea dell'alba, nascita, maternità, ecc.) è stata restaurata dopo la sua scoperta nel XIX secolo con la ricostruzione di alcune parti mancanti.
Trasferita a Firenze, venne nuovamente restaurata dopo essere stata danneggiata dall'Alluvione di Firenze del 4 novembre 1966.
È stata conservata e poi esposta al Museo Civico Archeologico delle Acque dal 1966 fino al 2017, quando è stata sostituita da una copia, essendo l'originale tornato a Firenze.

## Descrizione
Questa statua è la rappresentazione di una madre, seduta su un trono di forma cubica, che porta sulle ginocchia un bambino in pannolino tenuto per le braccia, figura sia del defunto che della dea (Tujltha, protettrice dei morti, la greca Persefone e poi la romana Proserpina o Mater Matuta).
La testa e i piedi amovibili consentono di qualificarla come statua cineraria, che doveva contenere la urna funeraria del defunto (secondo Milani). È quindi simile al canopo di Chiusi, dall'ossario della cultura villanoviana. La sua estetica più antropomorfa, che corrisponde al periodo classico, permette di datarla agli anni 450-440 a.C.
La differenza nella resa dei drappeggi, tra l'aspetto massiccio del corpo completo e i dettagli delle braccia della madre e del bambino, rivelano il gusto etrusco per una rappresentazione più simbolica che realistica.